# Abu Sharib
Abu Sharib (Abusharib, Abu Charib, Abou Charib), Nilsko-saharski muslimanski narod šire skupine Tama kojoj pripadaju sa srodnim plemenima Kibet, Mararit, Kimr, Sungor, Erenga i Tama vlastitim. Naseljeni su na središnjem istoku Čada i susjednom Sudanu. Žive kao pastiri od uzgoja deva, goveda i koza. Zemljodjelstvo je slabije zastupljeno (manji vrtovi). Populacija im iznosi oko 47,000; 270,000 prema SIL-u.

## Vanjske poveznice
- Mararit: A language of Chad